# Luis Ortiz Monasterio
Luis Ortiz Monasterio (Città del Messico, 23 agosto 1906 – Città del Messico, 16 febbraio 1990) è stato uno scultore messicano.

## Biografia

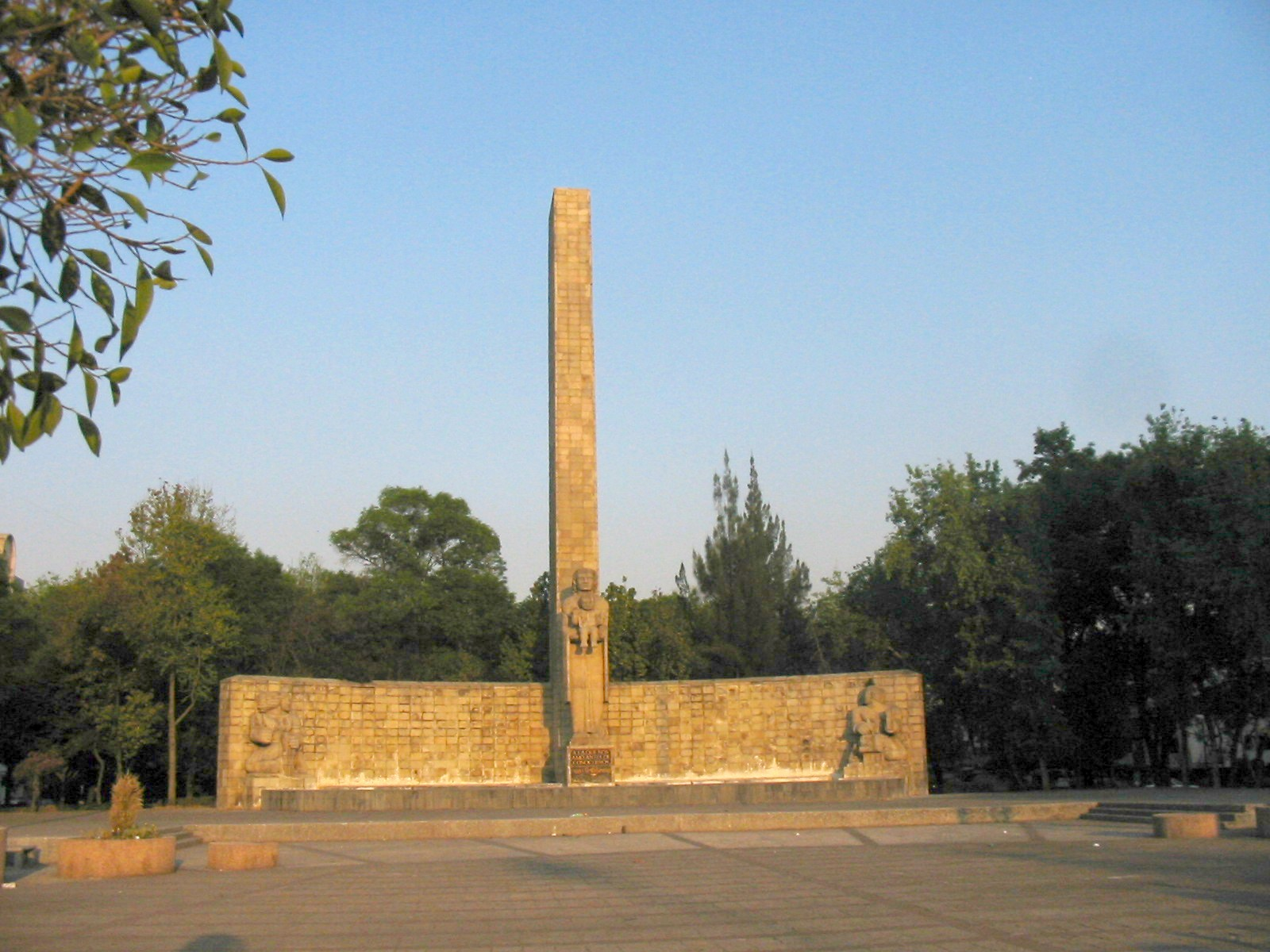
Monumento alla madre, eretto nel maggio 1949 a Città del Messico in onore delle madri messicane. All'opera partecipò anche Luis Ortiz Monasterio.

Studiò presso la Scuola Normale per Artisti e nell'Accademia di San Carlo. Insegnò disegno presso la Scuola di Mastri Costruttori del Ministero della Pubblica Istruzione.
Nel 1925 si trasferì in California, lavorando e ampliando i suoi studi. Nel 1929 si stabilì nella città di Los Angeles, ove frequentò i pittori Alfredo Ramos Martínez, Federico Cantú Garza e Luz Fabila Montes de Oca. Presentò i suoi primi lavori nella Book Shop Gallery di Los Ángeles e nella Gump's Art Gallery di San Francisco. Nel 1946 partecipò alla Esposizione Internazionale di Scultura nel Museo d'arte di Filadelfia.
Nel 1948 fu invitato dall'architetto José Villagrán García a partecipare alla convocazione del periodico Excélsior e del Dipartimento del Distretto Federale per realizzare il Monumento a la Madre. Realizzò il busto di Antonio Caso.
Nel 1967 ottenne il Premio Nazionale delle Scienze e delle Arti del Messico. Nel 1968 fu membro fondatore dell'Accademia delle Arti del Messico. 
Dopo gli anni sessanta si dedicò alla realizzazione di opere di piccolo formato. Morì il 16 febbraio 1990 a Città del Messico.

## Opere
- El llamado de la revolución (1932–1934)
- El esclavo
- La victoria (1935)
- El nacimiento de Apolo (1936)
- La Venus (1937)
- Monumento a los defensores de la ciudad de Puebla (1943)
- Monumento a la Madre (1949)
- Fuente de Nezahualcóyotl en Chapultepec (1956)
- Mascar Azteca (1957)
- Estela (1969)